# Scathophaga jizerensis
Scathophaga jizerensis är en tvåvingeart som beskrevs av Sifner 2004. Scathophaga jizerensis ingår i släktet Scathophaga och familjen kolvflugor.
Artens utbredningsområde är Tjeckien. Inga underarter finns listade i Catalogue of Life.